# Danja (Djiratawa)
Danja ist ein Dorf in der Landgemeinde Djiratawa in Niger.

## Geographie
Das Dorf befindet sich rund fünf Kilometer südöstlich des Hauptorts Djiratawa der gleichnamigen Landgemeinde, die zum Departement Madarounfa in der Region Maradi gehört. Weitere Siedlungen in der Umgebung von Danja sind Riadi im Nordwesten, Toffa Yarimawa Daoutawa im Osten und Angoual Mata im Süden.
Danja besteht aus den Ortsteilen Danja (auch: Danga), Danja Dan Charbaou Garin Issa (auch: Dan Charbaou) und Danja Garin Issa (auch: Garin Issa), die jeweils von einem eigenen traditionellen Ortsvorsteher (chef traditionnel) geleitet werden.
Das Dorf ist Teil der Übergangszone zwischen Sahel und Sudan. Die durchschnittliche jährliche Niederschlagsmenge beträgt hier zwischen 400 und 500 mm. Südwestlich der Siedlung erstreckt sich der 830 Hektar große Geschützte Wald von Madarounfa. Im Dorf Danja wurden folgende Vogelarten beobachtet:
- Schikrasperber (Accipiter badius)
- Flussuferläufer (Actitis hypoleucos)
- Bandastrild (Amadina fasciata)
- Haussegler (Apus affinis)
- Mauersegler (Apus apus)
- Graureiher (Ardea cinerea)
- Schwarzhalsreiher (Ardea melanocephala)
- Purpurreiher (Ardea purpurea)
- Rallenreiher (Ardeola ralloides)
- Alektoweber (Bubalornis albirostris)
- Kuhreiher (Bubulcus ibis)
- Gelbschnabel-Madenhacker (Buphagus africanus)
- Heuschreckenbussard (Butastur rufipennis)
- Rostnackenbussard (Buteo auguralis)
- Spornkuckuck (Centropus senegalensis)
- Heckensänger (Cercotrichas galactotes)
- Rußheckensänger (Cercotrichas podobe)
- Abdimstorch (Ciconia abdimii)
- Weißstorch (Ciconia ciconia)
- Elfennektarvogel (Cinnyris pulchellus)
- Häherkuckuck (Clamator glandarius)
- Kapkuckuck (Clamator levaillantii)
- Guineataube (Columba guinea)
- Senegalracke (Coracias abyssinicus)
- Strichelracke (Coracias naevius)
- Gelbschnabelwürger (Corvinella corvina)
- Schildrabe (Corvus albus)
- Schwarzschwanz-Lärmvogel (Crinifer piscator)
- Weißbürzelgirlitz (Crithagra leucopygia)
- Afrikanerkuckuck (Cuculus gularis)
- Palmensegler (Cypsiurus parvus)
- Witwenpfeifgans (Dendrocygna viduata)
- Graubrustspecht (Dendropicos goertae)
- Gleitaar (Elanus caeruleus)
- Gelbbauchammer (Emberiza flaviventris)
- Hausammer (Emberiza sahari)
- Weißwangenlerche (Eremopterix leucotis)
- Weißstirnlerche (Eremopterix nigriceps)
- Afrikanischer Silberschnabel (Euodice cantans)
- Feuerweber (Euplectes franciscanus)
- Senegaltrappe (Eupodotis senegalensis)
- Fuchsfalke (Falco alopex)
- Graufalke (Falco ardosiaceus)
- Rothalsfalke (Falco chicquera)
- Turmfalke (Falco tinnunculus)
- Perlzwergkauz (Glaucidium perlatum)
- Buschsperling (Gymnoris dentata)
- Senegalliest (Halcyon senegalensis)
- Grünbrust-Nektarvogel (Hedydipna platura)
- Zwergadler (Hieraaetus pennatus)
- Fahlkehlschwalbe (Hirundo aethiopica)
- Großer Honiganzeiger (Indicator indicator)
- Senegalamarant (Lagonosticta senegala)
- Langschwanz-Glanzstar (Lamprotornis caudatus)
- Grünschwanz-Glanzstar (Lamprotornis chalybaeus)
- Rotbauch-Glanzstar (Lamprotornis pulcher)
- Purpurglanzstar (Lamprotornis purpureus)
- Rotkopfwürger (Lanius senator)
- Grautoko (Lophoceros nasutus)
- Nachtigall (Luscinia megarhynchos)
- Blutbrust-Bartvogel (Lybius vieilloti)
- Graubürzel-Singhabicht (Melierax metabates)
- Weißkehlspint (Merops albicollis)
- Bienenfresser (Merops apiaster)
- Gabarhabicht (Micronisus gabar)
- Schwarzmilan (Milvus migrans)
- Schafstelze (Motacilla flava)
- Grauschnäpper (Muscicapa striata)
- Rußschmätzer (Myrmecocichla aethiops)
- Kaptäubchen (Oena capensis)
- Maurensteinschmätzer (Oenanthe hispanica)
- Steinschmätzer (Oenanthe oenanthe)
- Pirol (Oriolus oriolus)
- Graukopfsperling (Passer griseus)
- Braunrücken-Goldsperling (Passer luteus)
- Grünbaumhopf (Phoeniculus purpureus)
- Gartenrotschwanz (Phoenicurus phoenicurus)
- Berglaubsänger (Phylloscopus bonelli)
- Waldlaubsänger (Phylloscopus sibilatrix)
- Fitis (Phylloscopus trochilus)
- Dorfweber (Ploceus cucullatus)
- Zwergweber (Ploceus luteolus)
- Dotterweber (Ploceus vitellinus)
- Senegal-Furchenschnabel (Pogonornis dubius)
- Rahmbrustprinie (Prinia subflava)
- Halsbandsittich (Psittacula krameri)
- Nordbüscheleule (Ptilopsis leucotis)
- Buntastrild (Pytilia melba)
- Blutschnabelweber (Quelea quelea)
- Höckerglanzgans (Sarkidiornis melanotos)
- Hammerkopf (Scopus umbretta)
- Palmtaube (Spilopelia senegalensis)
- Fleckstirnweber (Sporopipes frontalis)
- Brillentaube (Streptopelia decipiens)
- Lachtaube (Streptopelia roseogrisea)
- Turteltaube (Streptopelia turtur)
- Röteltaube (Streptopelia vinacea)
- Weißbartgrasmücke (Sylvia cantillans)
- Dorngrasmücke (Sylvia communis)
- Senegaltschagra (Tchagra senegalus)
- Savannentoko (Tockus erythrorhynchus)
- Sudandrosselhäherling (Turdoides plebejus)
- Schleiereule (Tyto alba)
- Wiedehopf (Upupa epops)
- Schmetterlingsfink (Uraeginthus bengalus)
- Schwarzschopfkiebitz (Vanellus tectus)
- Rotfuß-Atlaswitwe (Vidua chalybeata)
- Große Dominikanerwitwe (Vidua orientalis)[4]

## Geschichte
Bei einem gewaltsamen Konflikt zwischen Ackerbauern und Viehzüchtern starben am 4. November 2023 in Danja drei Menschen.

## Bevölkerung
Bei der Volkszählung 2012 hatte Danja 2892 Einwohner, die in 421 Haushalten lebten. Bei der Volkszählung 2001 betrug die Einwohnerzahl 1580 in 195 Haushalten und bei der Volkszählung 1988 belief sich die Einwohnerzahl auf 1609 in 268 Haushalten.
Die Bevölkerungsdichte in diesem Gebiet ist für nigrische Verhältnisse hoch.

## Wirtschaft und Infrastruktur
Im Dorf ist ein Gesundheitszentrum des Typs Centre de Santé Intégré (CSI) vorhanden, das über ein eigenes Labor und eine Entbindungsstation verfügt. Es gibt eine Schule. Danja liegt im weitläufigen Weideland rund um die Regionalhauptstadt Maradi, das traditionellerweise in der Trockenzeit von nomadischen Bouzou- und Tuareg-Viehzüchtern aufgesucht wird. Durch das Dorf führt die 49,2 Kilometer lange und asphaltierte Nationalstraße 9 zwischen Maradi und der Staatsgrenze zu Nigeria.